# San Benito (Teksas)
San Benito je grad u američkoj saveznoj državi Teksas. Prema popisu stanovništva iz 2010. u njemu je živjelo 24.250 stanovnika.